# Anuta
Anuta è un'isola nella provincia di Temotu delle Isole Salomone, nel gruppo delle Isole Santa Cruz. L'isola è di origine vulcanica.
L'isola è circondata dalla barriera corallina. Abitata sin dall'epoca preistorica (civiltà Lapita), l'isola ospita attualmente due insediamenti: i villaggi Mua (di fronte) e Muru (sul retro). Storicamente gli abitanti di Anuta hanno utilizzato l'isola di Fatutaka, situata a circa 50 km, come "supplemento" di terra per la raccolta delle uova, la pesca e la coltivazione delle patate.
Data la piccolissima superficie, l'isola ha una densità abitativa altissima, più alta di quella di Taiwan.
Al contrario della maggior parte degli abitanti delle Isole Salomone che sono considerati come Melanesiani, gli indigeni di Anuta sono Polinesiani; il loro linguaggio, conosciuto come Anuta appartiene alla famiglia delle lingue polinesiane e fa parte della Polinesia periferica.
Nella società di Anuta un valore importante e costituito dall'aropa. Aropa significa collaborazione, condivisione e compassione: la pratica dell'aropa garantisce che le poche risorse disponibili sull'isola siano condivise tra gli abitanti, essendo la posizione geografica troppo lontana da altre isole per sviluppare il commercio.
Il famoso studioso Jared Diamond parla dell'isola di Anuta nel suo libro Armi, acciaio e malattie nella prima parte del testo. Il riferimento è al fenomeno di popolamento della Polinesia, risalente a circa 30.000 anni fa. Egli mette in evidenza la grandissima efficienza produttiva degli abitanti dell'isola, che riuscirono a coltivare e ottimizzare una porzione notevole di terra in proporzione all'estensione dell'isola, superando perfino i moderni Paesi Bassi per densità abitativa.